# One Manhattan Square
Le One Manhattan Square est un gratte-ciel résidentiel américain à New York. Il s'élève à 258 mètres et sa construction s'est achevée en août 2019.